# پروپوفول
پروپوفول (به انگلیسی: Propofol) این دارو در سال ۱۹۷۷ ساخته شد. پروپوفول دارویی است که به روش تزریق وریدی کوتاه اثر کاربرد دارد و باعث کاهش سطح هوشیاری یا بیهوشی می‌شود. از این دارو برای شروع بیهوشی و همچنین نگهداری بیهوشی در حین عمل جراحی و در مقدار کمتر جهت ایجاد آرامبخشی در بخش ویژه برای افراد بزرگسالی که در حال تنفس مکانیکی می‌باشند استفاده می‌شود. حداکثر زمان اثر بخشی این دارو حدود دو دقیقه و در بعضی موارد بین پنج تا ده دقیقه زمان است.
بعضی از اثرات جانبی این دارو عبارت است از کاهش ضربان قلب (برادیکاردی)، افت فشار خون، احساس سوزش در محل تزریق و توقف تنفس (آپنه) می‌باشد. از عوارض جدی دیگر می‌توان به عفونت در صورت استفاده از داروی قبلاً باز شده یا استفاده نادرست، اعتیاد و سندرم تزریق طولانی پروپوفول اشاره کرد. این دارو اثرات ضد درد ندارد بنابراین باید به همراه داروهای مخدر مانند مورفین استفاده شود. پروپوفول دارای اثرات ضد تشنجی و ضد تهوع است و ریکاوری بسیار سریعی دارد.
به نظر می‌رسد این دارو مشکلی برای زنان باردار ندارد اما هیچ‌گونه مطالعه‌ای در این گروه بیماران انجام نشده است، به هر حال این دارو برای اعمال سزارین توصیه نمی‌شود.
این دارو در لیست داروهای ضروری سازمان بهداشت جهانی بوده و جز داروهای مهم در نظام سلامت می‌باشد.
گفته شده مرگ مایکل جکسون به دلیل استفاده از این دارو بوده است.

## موارد مصرف

### بیهوشی
از این دارو جهت القا بیهوشی و همچنین جهت نگهداری بیهوشی استفاده می‌شود، پروپوفول به صورت گسترده جایگزین داروی تیوپنتال سدیم شده است.
از این دارو در دوز کمتر برای آرام‌بخشی (سدیشن) افرادی که در بخش‌های ویژه توسط ونتیلاتور تنفس مصنوعی داده می‌شوند استفاده می‌شود.

### سدیشن
از این دارو معمولاً برای سدیشن استفاده می‌شود، که در مقایسه با میدازولام ریکاوری سریعتری دارد. معمولاً می‌توان این دارو را با مخدرها و بنزودیازپینها استفاده کرد. همچنین از این دارو برای آرامبخشی کودکان و اطفالی که به MRI می‌روند استفاده می‌شود. معمولاً استفاده همزمان دو داروی کتامین و پروپوفول باعث کاهش اثرات جانبی هر دو دارو می‌شود.

## سایر موارد استفاده

### اعدام
دیوان عدالت میسوری اجازه اعدام محکومان به اعدام به وسیله پروپوفول را صادر کرد. اما به هرحال استفاده از دوز کشنده پروپوفول در ۱۱ اکتبر ۲۰۱۳ به دستور فرماندار متوقف شد به این دلیل که اتحادیه اروپا تهدید کرد در صورت استفاده از این دارو با هدف اعدام صادرات دارو را کاهش خواهد داد.

### سوء مصرف
نمونه‌هایی از سوء مصرف این دارو گزارش شده است. اثرات سوءمصرف این دارو در کوتاه مدت عبارت است از شادی ملایم، توهم و عدم رازداری است. گزارش شده است حالت نشاط ناشی از استفاده از پروپوفول با حالت استفاده از سایر داروهای بیهوشی تفاوت دارد.
مایکل جکسون به دلیل تزریق همزمان پروپوفول(در دوز بالا) و داروهای بنزودیازپین از قبیل لورازپام و دیازپام توسط دکتر شخصی وی فوت کرد.

## اثرات جانبی
پروپوفول دارای اثرات جانبی مختلفی از جمله درد در هنگام تزریق (به دلیل فعال شدن گیرنده‌های درد) می‌باشد، به ویژه زمانی که از عروق کوچک برای تزریق استفاده شود. لازم است ذکر شود که می‌توان این درد را با استفاده از لیدوکائین قبل از تزریق پروپوفول کاهش داد. برای کاهش درد می‌توان از سرعت تزریق کاست یا از عروق بزرگتر استفاده کرد.
سایر اثرات این دارو عبارت است از:
1. افت فشار خون به دلیل گشاد شدن عروق خونی
2. پروپوفول به شکل ویال و آمپولآپنه در هنگام تزریق دوز القا بیهوشی
3. گشاد شدن عروق مغزی

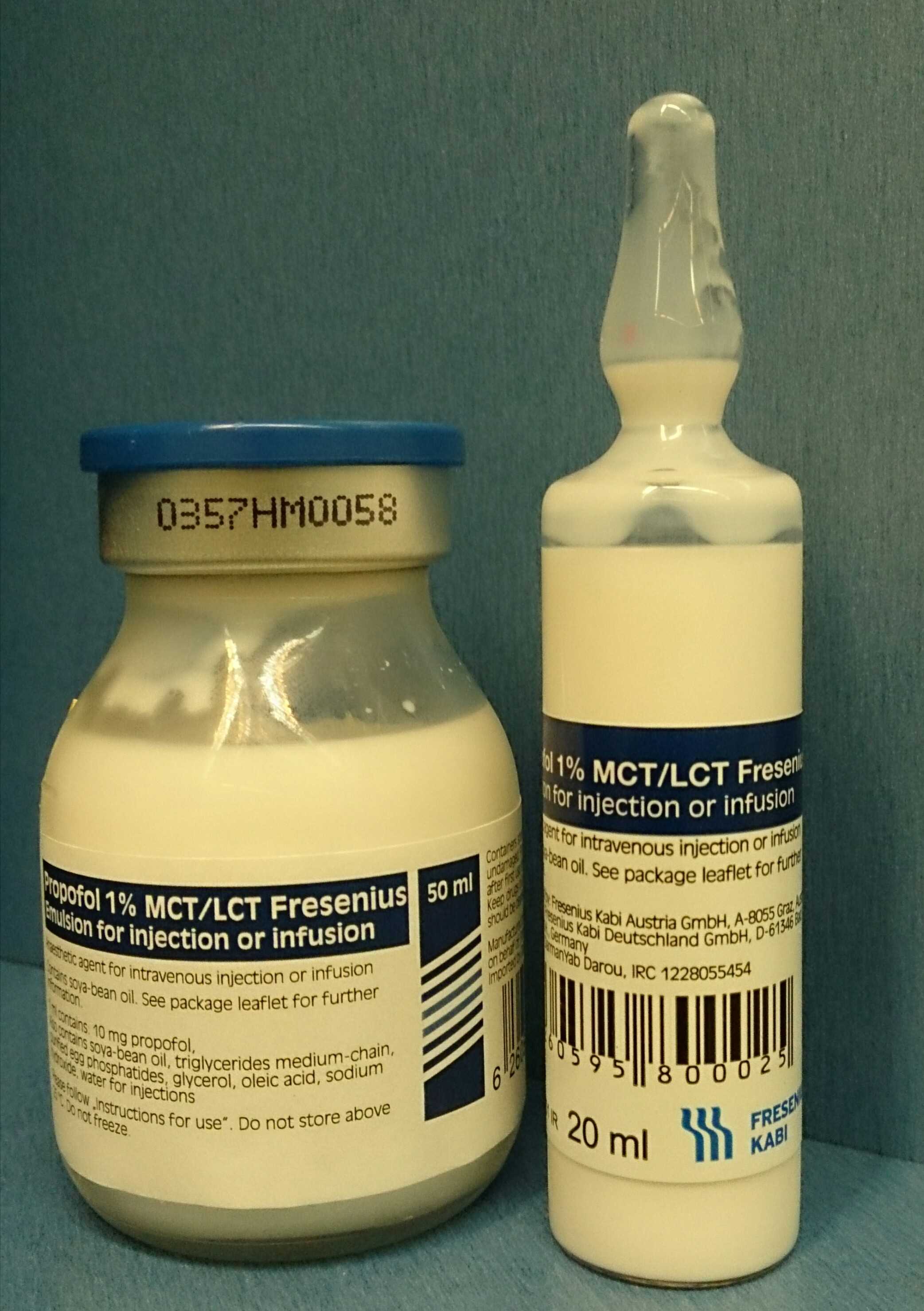
پروپوفول به شکل ویال و آمپول

این دارو اثرات همودینامیک برجسته تری نسبت به سایر داروهای وریدی بیهوشی دارد. میزان افت فشار خون ناشی از تزریق پروپوفول بسته به میزان دوز استفاده شده و همچنین استفاده همزمان از داروهای مخدر دارد. همچنین گزارش شده است که استفاده مداوم از این دارو موجب تغییر رنگ ادرار به سبز می‌شود. آپنه ناشی از پروپوفول به چندعامل وابسته است از جمله میزان دوز داروی استفاده شده و داروهای قبل از القا بیهوشی (پره مد)، این وقفه تنفسی ممکن ار بیش از ۶۰ ثانیه هم به طول بی انجامد. این اختلال در تنفس در نتیجه اختلال مرکز تنفس می‌باشد که ممکن است باعث کاهش تعداد تنفس، کاهش تنفس دقیقه‌ای، کاهش حجم جاری و در نهایت کاهش ظرفیت باقیمانده ریه شود.
پروپوفول باعث کاهش جریان خون مغزی، کاهش میزان مصرف اکسیژن مغز و کاهش فشار مغز می‌شود.
همچنین این دارو باعث کاهش ۵۰ درصدی در فشار چشم می‌شود.
هوشبری